# Вірджиліо Лаццарі
Вірджиліо Лаццарі (італ. Andrea Lazzari; 20 квітня 1887, Ассізі — 4 жовтня 1953, Кастель-Гандольфо) — італійський оперний співак з голосом бас, який мав активну міжнародну виконавську кар'єру з 1908 до 1953 рік. Він тривалий час співпрацював із Чиказькою громадською оперою (1918—1932) і Метрополітен-опера (1933—1950), а також часто виступав на Зальцбурзькому фестивалі у 1930-х роках. Він виступав як запрошений артист з оперними театрами по всьому світу, зокрема Королівським оперним театром, Театром Колумба і Театром Карло Феліче.
Лаццарі особливо знаний своїми ролями Арчібальдо у «Любові трьох королів» і Лепорелло у «Дон Жуані». У 1943 році він зіграв Саломона у світовій прем'єрі п'єси Італо Монтемецці «Чарівництво». Музичний критик Гарольд Розенталь заявив, що Лаццарі був «одним із найкращих вокалістів у своєму репертуарі». Під час роботи у Чикаго він став натуралізованим громадянином США. Його голос зберігся на повних записах «Ріголетто» Верді та «Дон Жуана» Моцарта, які він зробив з Метрополітен-опера.

## Біографія
Народився в Ассізі, Лаццарі розпочав кар'єру, виступаючи в трупі Vitale Operetta з 1908 до 1911 рік; дебютував на професійному рівні в ролі Інкогніто в опереті Франца фон Зуппе «Боккаччо». Він навчався опері в Антоніо Котоньї у Римі, потім вперше виступив у цьому місті у 1914 році у Театрі Костанці. У сезон 1914—1915 років він був відданий Театру Колумба у Буенос-Айресі, а у 1915 році з'явився у Муніципальному театрі Сантьяго як Альдобрандіно де Рангоні в «Паризіні» Масканьї.
У 1916 році Лаццарі виконав роль Арчібальдо в «Любові трьох королів» в Палаці образотворчих мистецтв у Мехіко і вперше з'явився в Північній Америці в Сент-Луїсі. У 1917 році отримав направлення до Бостонського оперного театру та дебютував у Нью-Йорку, виконавши партію Колліна в опері Джакомо Пуччіні «Богема» з Меггі Тейте в ролі Мімі та Лукою Боттою в ролі Родольфо в Колумбійському університеті перед аудиторією у 2000 осіб.
Лаццарі був головним артистом Чиказької оперної асоціації (COA) і Чиказької громадської опери (CCO) з 1918 до 1932 рік. До цього він зіграв Рамфіса на чиказькій прем'єрі «Аїди» Верді з Розою Раїсою у головній ролі в Аудиторіум-білдінг, Чикаго, у 1916 році; роль, яку він повторив для урочистого відкриття Civic Opera House у Чикаго у 1919 році. З COA він співав Арчібальдо у «Фіорі» Мері Гарден у 1920 році. Він виступав у кількох операх разом з Амелітою Галлі-Курчі у Чикаго, включно з Графом Родольфо в «Аміні» Галлі-Курчі у «Сомнамбулі» Вінченцо Белліні у 1921 році. Він також виконав роль Клавдія у чиказькій прем'єрі «Гамлета» Амбруаза Томаса у 1921 році. У 1925 році він виконав роль дона Базиліо у «Севільському цирульнику» Джоакіно Россіні у Парижі, а також виконав партію Арчібальдо у «Фіорі» Лукреції Борі на фестивалі «Равінія» з Чиказьким симфонічним оркестром. Серед інших оперних ролей, які він виконав у Чикаго, були Спарафучиле у «Ріголетто» Верді, Раймондо Бідебент у «Лючиї ді Ламмермур» Доніцетті, Планкетт у «Марті» Флотова, Фігаро в «Одруженні Фігаро» та головна партія в «Мефістофелі» Бойто.
З 1933 до 1950 рік Лаццарі був провідним басом у Метрополітен-опера у Нью-Йорку. Він дебютував у Метрополітен-опера 28 грудня 1933 року в ролі Дона Педро в опері «Африканець». Серед інших ролей, які він співав у Метрополітен: Альвізе в «Джоконді», Арчібальдо, Коллін, граф Родольфо, Дон Базиліо, доктор Бартоло у «Весілля Фігаро» Моцарта, Феррандо в «Трубадурі» Верді, Лепорелло, Лотаріо в «Міньйоні» Амбруаза Томи, Оровезо в «Нормі» Белліні, Префект у «Лінда ді Шамуні», Раймондо Бідебент, Рамфіс, Самуїл у «Балі-маскараді» Верді, Сімона в «Джанні Скіккі» Пуччіні, Спарафучиле, Тальпа в «Плащі» Пуччіні та Варлаам у «Борисі Годунові» Мусоргського. Останнім виступом у Метрополітен став Лепорелло у «Дон Жуані» Паоло Сільвері 5 грудня 1950 року.
Лаццарі щорічно виступав на Зальцбурзькому фестивалі з 1934 до 1939 рік; виконавши Бартоло у «Севільському цирульнику», Лепорелло в «Дон Жуані», Пістола в «Фальстафі». Він дебютував у Королівському оперному театрі у Лондоні у 1939 році в ролі Лепорелло в «Дон Жуані». У 1943 році він виконав роль Саломоне у світовій прем'єрі опери Італо Монтемецці «Чарівництво» на радіо з симфонічним оркестром NBC. Однією з останніх його появ була роль Арчібальдо в театрі Карло Феліче у 1953 році.
Помер 4 жовтня 1953 року у своєму будинку в Кастель-Гандольфо, у віці 66 років.

## Записи
- Вольфганг Амадей Моцарт, Дон Жуан, оркестр і хор Метрополітен-опери, диригент Тулліо Серафін, Еціо Пінца, Вірджиліо Лаццарі, Роза Понселле (1934, Andromeda)
- Джузеппе Верді, Ріголетто, оркестр і хор Метрополітен-опери, диригент Етторе Паніцца, Лоуренс Тіббетт, Фредерік Ягель, Ян Кепура, Лілі Понс, Вірджиліо Лаццарі (1935, Naxos Records)